# Galfenol
In metallurgia ed in scienza dei materiali, il galfenol è un termine generale per una lega di ferro e gallio. Il nome è stato dato per la prima volta alle leghe ferro-gallio dai ricercatori della Marina degli Stati Uniti nel 1998, quando hanno scoperto che l'aggiunta di gallio al ferro amplifica l'effetto magnetostrittivo del ferro fino a dieci volte. Le leghe Galfenol sono di interesse per i ricercatori che si occupano di sonar perché i materiali magnetostrittori vengono utilizzati per rilevare il suono e l'amplificazione dell'effetto magnetostrittivo potrebbe portare a una migliore sensibilità dei rilevatori del sonar. Le leghe di Galfenol sono inoltre proposte per la raccolta di energia vibrazionale, attuatori per macchine utensili di precisione, sistemi antivibranti attivi e dispositivi anti-intasamento per vagli vaglianti e ugelli spruzzatori. Galfenol è lavorabile a macchina e può essere prodotto in fogli e fili.